# دينغ وي
دينغ وي (بالصينية: 邓伟) هو مصور صيني، ولد في 13 أبريل 1959 في بكين في الصين، وتوفي بنفس المكان في 3 فبراير 2013.